# Тутунджян, Арминэ Миграновна
Арминэ(иногда Арменуи) Миграновна (Армина Мироновна) Тутунджян (1 апреля 1921, Каир — 22 декабря 2011, Ереван) — советская и армянская оперная певица (лирическое сопрано). Народная артистка Армянской ССР (1967).

## Биография
Родилась Арменуи Тутунджян 1 апреля 1921 году в Египте. Начиная с 1936 по 1946 год, в Каире брала уроки пения у Э. Фельдман. С 1944 по 1947 год пела на радио и давала сольные концерты. В 1947 году репатриируется в Советскую Армению, где она стала солисткой Национального академического театра оперы и балета им. А. Спендиаряна. За свои заслуги Тутунджян в 1967 году была удостоена звания народной артистки Армянской ССР. В 1972 году, оставив сцену, завершила свою карьеру. Жила в Ереване где и скончалась 22 декабря 2011 года.

## Награды и звания
- Заслуженная артистка Армянской ССР (1956).
- Народная артистка Армянской ССР (1967).
- Орден «Знак Почёта» (27.06.1956).

## Среди партий
- Ануш, Шушан («Ануш», «Давид-Бек» А. Тиграняна)
- Нигяр («Кёр-оглы» Гаджибекова)
- Каринэ («Каринэ» Чухаджяна)
- Вардитер («Сос и Вардитер» В. Тиграняна)
- Чио-Чио-сан, Маргарита, Микаэла
- Недда («Паяцы»)
- и многие другие